# Гейнор, Джанет
Джанет Гейнор (англ. Janet Gaynor; 6 октября 1906 — 14 сентября 1984) — американская актриса, первый в истории лауреат премии «Оскар» за лучшую женскую роль (1929; фильмы «Седьмое небо», «Восход солнца» и «Уличный ангел»).

## Биография
Лаура Огаста Гейнор родилась в Филадельфии, штат Пенсильвания, в семье декоратора, художника и певца-любителя Фрэнка Гейнора и его жены Лауры (в девичестве Бул). Её детство прошло в Пенсильвании, Чикаго и Сан-Франциско. Родители развелись в 1914 году, через шесть лет мать повторно вышла замуж. Ещё в школе Гейнор участвовала в любительских театральных постановках. Окончив школу в 1923 году, Гейнор намеревалась стать актрисой. Начала она с того, что переехала в Лос-Анджелес, где работала в обувном магазине, получая 18$ в неделю. Вскоре ей через старшую сестру Хелен, работавшую секретарём у продюсера Хэла Роча, удалось получить небольшие роли в нескольких игровых фильмах, в титрах которых она даже не значилась. Так продолжалось два года, и только в 1926 году она, взяв псевдоним Джанет Гейнор, снялась в роли второго плана в немом фильме «Джонстаунское наводнение», с которого началось её долгое сотрудничество с киностудией Fox. В том же самом году Гейнор была отобрана в число WAMPAS Baby Stars. Это помогло ей привлечь внимание режиссёров, которые стали приглашать её на более серьёзные роли.
В течение одного года Гейнор стала одной из ведущих звёзд Голливуда. Её роли в фильмах «Седьмое небо» (первый из двенадцати фильмов, в котором она снялась с актёром Чарльзом Фарреллом), «Восход солнца» и «Уличный ангел» (также с Чарльзом Фарреллом), принесли ей «Оскара» в 1929 году. Это был единственный раз в истории премии «Оскар», когда награда была вручена за все киноработы актрисы в течение года, а не за конкретный фильм.
Гейнор была одной из немногих, кто сделал успешный переход из немого кино в звуковое. И в течение многих лет она была ведущей актрисой студии Fox, получая при этом главные роли и огромные гонорары. До 1935 года она неизменно входила в число десяти самых высокооплачиваемых звёзд Голливуда. Однако, когда Дэррил Ф. Занук объединил студию 20th Century со студией Fox, её статус ведущей актрисы стал постепенно снижаться, под влиянием таких звёзд как Лоретта Янг и Ширли Темпл. Она продолжала работать на студии 20th Century Fox, достигнув наивысшего успеха в середине 1930-х годов.
В 1938 году она была вновь номинирована на «Оскар» за роль в фильме «Звезда родилась». После появления в фильме «Молодость в сердце» она ушла из кино. Однако полностью актёрскую профессию Гейнор не оставила. Она до 1981 года изредка выходила на театральную сцену, играла небольшие роли в телевизионных сериалах, а в 1957 году в последний раз появилась на большом экране, сыграв в фильме «Бернардин». Также Гейнор занималась живописью.
Она умерла в 1984 году в возрасте 77 лет в Палм-Спрингсе в результате осложнений после автокатастрофы, случившейся за два года до этого в Сан-Франциско, когда лихач, проехав на красный свет, врезался в такси, в котором была актриса. Один из пассажиров погиб, многие получили ранения, в том числе её муж, Пол Грэгори, и её подруга Мэри Мартин. Гейнор так и не смогла полностью оправиться от этого несчастного случая. Она была похоронена в Голливуде на кладбище Hollywood Forever.

## Личная жизнь
Джанет Гейнор была замужем трижды. 11 сентября 1929 года она вышла замуж за сценариста Джесси Пека. Брак продлился недолго и уже в 1933 году супруги развелись. Вторым мужем актрисы стал дизайнер костюмов «MGM» Эдриан, за которого она вышла в 1939 году. В 1940 году у них родился сын Робин Гейнор Эдриан. В 1964 году, через пять лет после смерти Эдриана, Гейнор вышла замуж в третий раз. Её избранником стал продюсер Пол Грегори, с которым она прожила до своей смерти.

## Фильмография
| Год  |   | Русское название              | Оригинальное название             | Роль                                   |
| ---- | - | ----------------------------- | --------------------------------- | -------------------------------------- |
| 1926 | ф | Синий орёл                    | The Blue Eagle (англ.)            | Роза Келли                             |
| 1926 | ф | Джонстаунское наводнение      | The Johnstown Flood (англ.)       | Анна Бургер                            |
| 1926 | ф | Полуночный поцелуй            | The Midnight Kiss                 | Милдред Хастингс                       |
| 1926 | ф | Возвращение Питера Гримма     | The Return of Peter Grimm (англ.) | Кэтрин                                 |
| 1927 | ф | Седьмое небо                  | 7th Heaven                        | Дайан                                  |
| 1927 | ф | Восход солнца                 | Sunrise: A Song of Two Humans     | Жена                                   |
| 1928 | ф | Уличный ангел                 | Street Angel                      | Анджела                                |
| 1928 | ф | Четыре дьявола                | 4 Devils (англ.)                  | Мэрион                                 |
| 1929 | ф | Кристина                      | Christina (англ.)                 | Кристина                               |
| 1929 | ф | Счастливые дни                | Happy Days (англ.)                | Джанет Гейнор                          |
| 1929 | ф | Счастливая звезда             | Lucky Star (англ.)                | Мэри Такер                             |
| 1929 | ф | Солнечная сторона             | Sunny Side Up (англ.)             | Мэри Карр                              |
| 1930 | ф | Блюз для высшего общества     | High Society Blues (англ.)        | Божественная Элеонора                  |
| 1931 | ф | Длинноногий Папочка           | Daddy Long Legs (англ.)           | Джуди Эббот                            |
| 1931 | ф | Восхитительный                | Delicious (англ.)                 | Хизер Гордон                           |
| 1931 | ф | Возвращение                   | The Man Who Came Back (англ.)     | Энджи Рэндольф                         |
| 1931 | ф | Просто Мэри-Энн               | Merely Mary Ann (англ.)           | Мэри-Энн                               |
| 1932 | ф | Первый год                    | The First Year (англ.)            | Грейс Ливингстон                       |
| 1933 | ф | Прелестный                    | Adorable (англ.)                  | Принцесса Мари Кристин, (Митци)        |
| 1933 | ф |                               | Tess of the Storm Country (англ.) | Тесс Хоулэнд                           |
| 1933 | ф |                               | Paddy the Next Best Thing (англ.) | Пэдди Адэр                             |
| 1933 | ф | Ярмарка штата                 | State Fair                        | Марджи Фрейк                           |
| 1934 | ф | Каролина                      | Carolina (англ.)                  | Джоанна Тейт                           |
| 1934 | ф | Первая любовь                 | Change of Heart (англ.)           | Кэтрин Фернесс                         |
| 1934 | ф | Картонный Город               | The Cardboard City                | Джанет Гейнор                          |
| 1934 | ф | Вход для персонала            | Servants' Entrance (англ.)        | Гедда Нильссон (Хельга Бранд)          |
| 1935 | ф | Женитьба фермера              | The Farmer Takes a Wife (англ.)   | Молли Ларкинс                          |
| 1935 | ф | Ещё одна весна                | One More Spring (англ.)           | Элизабет Чейни                         |
| 1936 | ф | Влюбленные леди               | Ladies in Love (англ.)            | Марта Керни                            |
| 1936 | ф | Девушка из маленького городка | Small Town Girl (англ.)           | Кэтрин «Кей» Бренан                    |
| 1937 | ф | Звезда родилась               | A Star Is Born                    | Эстер Виктория Блоджетт (Викки Лестер) |
| 1938 | ф | Три любви Нэнси               | Three Loves Has Nancy (англ.)     | Нэнси Бриггс                           |
| 1938 | ф | Молодость в сердце            | The Young in Heart (англ.)        | Энн Карлтон                            |
| 1957 | ф | Бернардин                     | Bernardine (англ.)                | Миссис Рут Уилсон                      |